# Radionuklid
Generelt kan en isotop kan afgive sin overskydende energi på flere måder - hyppigst disse tre måder:

(1) fission (spaltning) af atomets kerne til to nye grundstoffer (He og Th),

(2) konvertering af en elektron og derved dannelse af et nyt grundstof (Np) eller

En radioaktiv nuklid eller radionuklid er en radioaktiv atomkerne. En radioaktiv isotop eller radioisotop er et atom med en radioaktiv atomkerne. En radionuklid og radioisotop har en ustabil kerne til fælles, som er karakteriseret ved, at overflødig energi enten kan gå til en nylig dannet partikel i atomkernen eller til en af atomets elektroner (intern konversion). 
Radionuklider forekommer både naturligt (naturlig radionuklid eller naturlig radioisotop) og kan fremstilles kunstigt (kunstig radionuklid).
I processen, som kaldes radioaktivt henfald, omdannes radionukliden ved at udsende ioniserende stråling.
- Ved et alfahenfald udsendes en helium-kerne, {\displaystyle {\ce {^{4}_{2}He}}}. Udsendte alfapartikler (helium-kerner) kaldes alfastråling.
- Ved et betahenfald udsendes enten en elektron (β-, e-, {\displaystyle {\ce {^{0}_{-1}e}}}) eller en positron (β+, e+, {\displaystyle {\ce {^{0}_{1}e}}}) fra atomkernen. Betastråling er en fællesbetegnelse for β--stråling og β+-stråling.
- Ved et gammahenfald har kernen overskud af energi, og den overskydende energi udsendes som en foton (γ), hvilket kaldes gammastråling.

Alfa-, beta- og gammahenfald er de mest almindelige typer. Der er også et par muligheder mere:
- Som alternativ til gammahenfald kan atomkernens overskydende energi blive overført til en af atomets elektroner, altså ikke en elektron udsendt fra kernen, men en af de elektroner, som i forvejen var i bane om atomet. Dette kaldes intern konversion. Ligesom ved β--henfald flyver elektronen væk fra atomet med høj fart.
- Som alternativ til β+-henfald, kan ske elektronindfangning, hvor atomkernen indfanger en af atomets (negative) elektroner i stedet for at udsende en (positiv) positron.